# Moara de vânt din Mileștii Mici
Moară de vânt este o moară amplasată în Mileștii Mici, raionul Ialoveni, Republica Moldova. Este un monument istoric și de arhitectură populară de importanță națională inclus în Registrul monumentelor Republicii Moldova ocrotite de stat cu nr. 739 (raionul Ialoveni). Datează de la înc. sec. XX.